# Ferme de l'Espinas
La ferme de l'Espinas, connue également comme Mas de l'Espinass, est une ferme située à Montselgues, en France.

## Localisation
La ferme est située sur la commune de Montselgues, dans le département français de l'Ardèche.

## Historique
L'édifice est classé au titre des monuments historiques en 1988.